# Tả Đại Phân
Tả Đại Phân (tiếng Trung: 左大玢, pinyin: Zuǒ Dàfén) là một diễn viên Trung Quốc từng thủ vai Quan Âm Bồ Tát trong bộ phim truyền hình dài tập Tây Du Ký.

## Tiểu sử
Tả Đại Phân sinh năm 1943. Bà còn có biệt danh là Hồng Huy, quê ở Hồ Nam, Trung Quốc. Bà là diễn viên Tương kịch (một loại hình sân khấu hí khúc đặc trưng của tỉnh Hồ Nam). Năm 1976, Tả Đại Phân đóng vai Quan Âm trong một vở Tương kịch mang tên Truy ngư ký. Nữ đạo diễn Dương Khiết sau khi xem vở diễn đó, đã vào hậu trường nói với Tả Đại Phân rằng: "Cô đóng vai Quan Âm rất đạt, nếu sau này có dịp làm phim về Quan Âm, nhất định tôi sẽ mời cô".

## Thông tin cá nhân
- Ngày sinh: 1943

## Các phim đã tham gia
- Tây Du Ký